# Röhrichtwalze

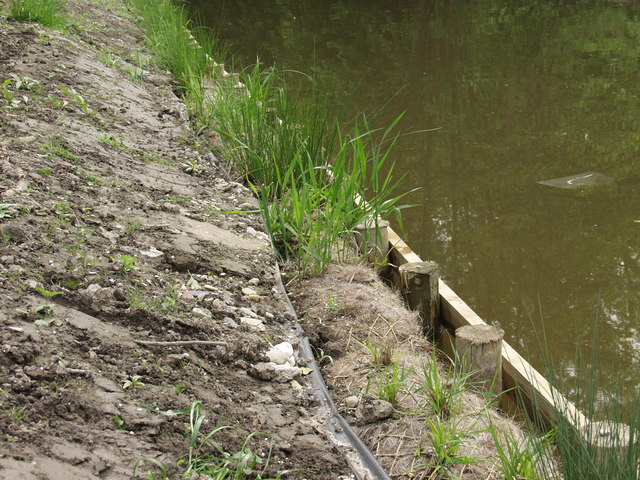
Röhrichtwalze als Uferbefestigung

Die Röhrichtwalze (auch: Röhrichtfaschine, Vegetationswalze, Vegetationsfaschine, Röhrichtschotterwalze) ist eine Kombination aus einem Baukörper aus gepressten Kokosfasern und Röhrichten.

## Beschreibung
Röhrichtwalzen weisen in der Regel eine vollständig in die so genannte Kokosfaschine (Baukörper aus gepressten Kokosfasern) eingewurzelte Vegetation auf und werden über mehrere Monate angezogen.
In einigen Fällen werden die Röhrichtwalzen erst nach dem Einbau bepflanzt: z. B. im Falle einer unmittelbar erforderlichen Böschungsfußsicherung.

## Geschichte
Für den Sicherungsbau an Böschungsfüßen wurde schon vor einigen Jahrzehnten der Einsatz von Röhrichtwalzen beschrieben.
Traditionell wurde hierfür vor Ort am Böschungsfuß eine Mulde profiliert. In diese Mulde wurde ein Drahtgeflecht eingelegt und dieses Drahtgeflecht dann mit anstehendem Schotter/Gesteinsmaterial als auch Boden verfüllt, so dass ein walzenförmiger Baukörper entsteht.
Vor dem Verschluss dieser Walze (mittels Bindedraht) wurden dann noch gestochene Soden eingefügt und dann die gesamte Konstruktion verschlossen.
Diese Vorgehensweise wurde im Laufe der Zeit optimiert, da sich Schwachpunkte, wie Korrosionsanfälligkeit und Ausspülungen des Substrats zeigten.
Aufgrund dieser Erkenntnisse wurde ein weiterführendes Anzuchtsystem für fließende sowie hydraulisch belastete Gewässer entwickelt.

## Aufbau
Eine Röhrichtwalze besteht aus einer fest gepressten Kokosfaschine als Vegetationsträger und Röhrichtpflanzen.
Kokosfaschinen sind walzenförmige Baukörper, die mit einem Netzschlauch (PP, UV-stabilisiert oder Naturfaser/Kokos) ummantelt sind
Die Pflanzen werden abhängig von den Standorten gewählt, geeignet sind z. B. Schilfrohr (Phragmites australis), Seggen (Carex) oder Binsen (Juncus).
Ihre Maße betragen in der Regel 2,20 bis 3,0 m in der Länge und 30, 40 oder 50 cm im Durchmesser. Die Kokosfaschine wird je nach Durchmesser mit entsprechenden Pflanzdichten von 8 Stück/m bis 20 Stück/m bepflanzt. Grundsätzlich wird die Röhrichtwalze zu zwei Dritteln des Durchmessers in die Mittelwasserlinie eingebaut.

## Anwendungsgebiete
Röhrichtwalzen werden als ingenieurbiologisches Sicherungselement am Böschungsfuß und im Bereich der Mittelwasserlinie eingesetzt. Der flexible Baukörper passt sich den Unebenheiten der Gewässersohle bzw. der Uferlinie an und verhindert Erosion und Auskolkung. Als massives Element nehmen Röhrichtwalzen gleichzeitig den Böschungsdruck auf und dienen als Widerlager für den weiteren Aufbau der Böschung. 
Röhrichtwalzen übernehmen die Funktion, die früher Bongossi, Palisaden oder härtere Bauweisen innehatten. Insbesondere durch den verstärkten Naturschutz, aber auch unter Berücksichtigung der Diskussion über den Schutz des Tropenwaldes, gelten sie als umweltverträgliche Alternativlösung.
Über den Uferschutz hinaus tragen Röhrichtwalzen dazu bei, dass das Röhricht sich entwickeln kann und die ökologisch wichtige Kontaktzone Wasser – Land für viele Organismen wieder besiedelbar wird. Durch die verwendeten Röhrichtpflanzen wird eine nachhaltige (Wieder)-Besiedlung des Ufers eingeleitet. Mit ihnen können zusätzlich vorgelagerte Wellenbrecher für den temporären Einsatz installiert werden. Der dahinter liegende Wasserkörper wird beruhigt und bietet damit Wuchsbedingungen, so dass sich die Röhrichte, die hier wieder angesiedelt werden, unter optimalen Bedingungen etabliert werden können. Gleichzeitig verhindern die Röhrichtwalzen durch ihre Filterwirkung, dass Feinteile des Ufersubstrates abgeschwemmt werden.